# ニュートン・タットリー
ニュートン・タットリー（Newton Tattrie、1931年7月12日 - 2013年7月19日）は、カナダ・ノバスコシア州出身のプロレスラー。
ジート・モンゴル（Geeto Mongol）のリングネームで知られ、ベポ・モンゴルおよびボロ・モンゴルを従えたモンゴリアン・ギミックの悪役タッグチーム、ザ・モンゴルズ（The Mongols）のリーダー格として活躍した。

## 来歴
12歳の頃に家を飛び出し、第二次世界大戦中はトロントのストリート・キッズになっていたという。1954年、ボクシングを習おうとして入ったジムでプロレスラーの "ワイルドマン" デイブ・マッキグニーと出会い、彼の指導のもとレスリングを習得するが、体が小柄だったためプロレスを定職とすることはできず、以降10年もの間、油田で働きながらリングに上がっていた。
1963年、スチュ・ハートの主宰するカルガリーのスタンピード・レスリングに参戦、飛躍のきっかけを掴む。トロントのジム以来の旧友ワルドー・フォン・エリックの仲介でWWWFにも出場、トニー・ニューベリー（Tony Newberry）のリングネームでジョバーを務めた。アメリカ南部のNWA圏ではブラック・ジャック・ダニエルズ（Black Jack Daniels）を名乗り、1967年2月14日にスタン・コワルスキーと組んでフロリダ版のNWA南部タッグ王座を獲得、同月には「ブラックジャック・ダニエル」の表記で日本プロレスに初来日している。
1968年、カルガリーに戻りミスター・ロウバスト（Mr. Robust）の名で活動後、クロアチア移民のヨシップ・ペルゾビッチをパートナーにザ・モンゴルズを結成。自身はジート・モンゴル（Geeto Mongol）、ペルゾビッチにはベポ・モンゴルと名乗らせ、辮髪に毛皮のコスチュームをまとったモンゴリアン・ギミックの無法コンビとして、カナダやアメリカ北東部を中心に活動を開始する。
1970年よりWWWFに再登場して、6月15日にニューヨークのマディソン・スクエア・ガーデンでビクター・リベラ&トニー・マリノを破りWWWFインターナショナル・タッグ王座を奪取。翌1971年6月18日にピッツバーグにてブルーノ・サンマルチノ&ドミニク・デヌーチに敗れて一度はタイトルを失うも、2週間後の7月2日に奪回、11月12日にターザン・タイラー&ルーク・グラハムに明け渡すまで、ベポとのコンビで王座を保持した。
同時期、ピッツバーグの興行権をサンマルチノから購入してプロモート業にも着手、NWFのペドロ・マルティネスに買収される1972年まで、WWWFにおける同地区の興行を担当した。WWWFインターナショナル・タッグ王座も1971年12月18日にジョニー・デ・デファジオと組んでタイラー&グラハムから奪還したが、NWFのピッツバーグ買収に伴い、1972年に同王座は封印されている。
1972年7月にはベポを帯同して日本プロレスに参戦。1973年にベポがモンゴルズを脱退すると、ピッツバーグでスカウトしたビル・イーディーにボロ・モンゴルを名乗らせて後任とし、NWFにてモンゴルズを再編。1974年4月には新生モンゴルズとして新日本プロレスの『第1回ワールドリーグ戦』に来日。予選リーグで上位に食い込み決勝リーグに進出し、アントニオ猪木、坂口征二、キラー・カール・クラップ、ジ・インベーダー、スタン・スタージャックらと対戦したが、戦績は全敗に終わった。
以降、ペドロ・マルティネスも参画していたエディ・アインホーン主宰のIWAやジム・クロケット・ジュニアの運営するNWAミッドアトランティック地区などで活動。1976年7月には新日本プロレスに再来日したが、同年秋にボロとのコンビも解消してモンゴルズを解散させた。
その後はシングルプレイヤーのザ・モンゴル（The Mongol）として、トロント、セントルイス、ジョージアなど各地への転戦を経て、1982年に現役を引退。1985年よりバージニア・ビーチに居住し、レスリング・スクールを5年間運営していた。同スクール出身のヘンリー・ロビンソンとジャック・ワーイングがUNWに来日している。
2013年7月19日、82歳の誕生日を迎えた1週間後、居住地のバージニア・ビーチにて死去。

## 獲得タイトル
チャンピオンシップ・レスリング・フロム・フロリダ
- NWA南部タッグ王座（フロリダ版）：1回（w / スタン・コワルスキー）[6]

ワールド・ワイド・レスリング・フェデレーション
- WWWFインターナショナル・タッグ王座：3回（w / ベポ・モンゴル×2、ジョニー・デ・デファジオ）[9]

ナショナル・レスリング・フェデレーション
- NWF世界タッグ王座：1回（w / ベポ・モンゴル）[15]

インターナショナル・レスリング・アソシエーション
- IWA世界タッグ王座：2回（w / ボロ・モンゴル）[16]

イースタン・スポーツ・アソシエーション
- インターナショナル・タッグ王座（マリタイム版）：2回（w / グレート・クマ）[17]

## 得意技
- ベアハッグ
- ショルダー・クロー

## 指導選手
- ベポ・モンゴル（ニコライ・ボルコフ）
- ボロ・モンゴル（マスクド・スーパースター / デモリッション・アックス）
- ラリー・ズビスコ